# 電椅

電椅在美國的歷史和法律（2007年）
只作為次要的死刑方法
曾採用電椅，但現已不採用
未曾採用電椅

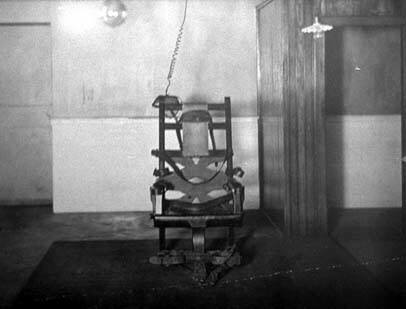
早期的電椅

電椅（Electric Chair）是美國於20世紀常用的一項死刑執行工具。死刑犯会被绑在特制的木椅上，处决通过连接在头部和腿部的电极连通电流实施电击。
美国纽约州布法罗市牙医Alfred P. Southwick于1881年构思了这种处决方法。在接下来的十年里，它经过实验逐渐发展成为一种比传统绞刑更为人道的处决方法。电椅处决于1890年首次使用，直至1980年代逐渐减少。

## 歷史
電椅由托马斯·爱迪生大力推广，爱迪生推广电椅的原因是为了在“电流的直流交流之争”中打击对手尼古拉·特斯拉的交流电公司——亦即西屋公司。为了塑造交流电的危險性，最早他以狗、猫、猴子、大象、马當成測試品，試圖誇大交流电的危险性，他宣布：“交流电只适于处死待领场的狗或屠宰场的动物，还有处决死囚。”但他原反對死刑。而最后，他的直流电公司还是倒闭了，因為交流电在使用上适合远距离传输，比直流电更具竞争优势。
美国最高法院经过討論，认定这种新的行刑方式没有违背美国宪法八项修正案关于禁止“残酷和非人道处罚”的原则。1889年6月4日美國紐約州政府於正式採用電椅作為處決工具，1890年8月6日美國奥本监狱執行了第一例電椅死刑，威廉·凯姆勒因殺死自己的女友，成為第一位電椅受刑人。
威廉·凯姆勒在行刑前曾对监狱长说：“別着急，好好幹！”凯姆勒被通上第一次电流，电压为1000伏，凯姆勒渾身颤抖，十七秒後仍然活着；很快地，凯姆勒第二次被通上电流，电压這次为2000伏，身上的肌肉开始烧焦，但仍然活着。第三次通過电流時，凯姆勒終於一命嗚呼，他全身幾乎被烧成了炭，血管破裂，發出惡臭。一名目睹這次行刑的記者表示：“這是個可怕嚇人的場面，遠遠比起絞死糟糕。”西屋电气创始人乔治·威斯汀豪斯其後表示：“相信斬首應該會比這好一點。”一家报纸声称：“交流电无疑将使绞刑刽子手在纽约州失业。”有趣的是，電燈是1879年在紐約被發明的，兩者僅相差10年。

## 處決過程
顧名思義，電椅是以電流使犯人因觸電而死亡的工具。
在使用電椅時，犯人會坐在椅上，頭和腿上各拴著一個電極。當行刑者為電椅通電後，約8安培的電流會通過犯人，使其內臟受損而死。
在理論上，犯人在電流通過後的極短時間內失去知覺，但有時電椅本身或用以提供電流的變壓器會被強大電流所破壞，而犯人則痛苦地在地上呻吟。曾有犯人因此向法院上訴，指自己已受刑而要求獲釋。但上訴遭到駁回，犯人在一年後終再被電椅處死。

## 衰落
由於以電椅處決犯人常遺下燒焦的屍體及一陣惡臭，容易令主事者不安，美國於1980年代改用毒針注射等方式取代電椅。
截至2004年，美國僅有6個州容許以電椅作為執行死刑的方式。
截至2014年，僅餘阿拉巴馬州，佛羅里達州，南卡羅來納州及維珍尼亞州以電椅為執行死刑的形式。
2018年11月1日晚上7點26分（CST）死刑犯埃德蒙·扎戈爾斯基在田納西州纳什维尔一所監獄內被獄方以電椅處決。這是距上次羅伯特·葛里森在2013年1月16日被電椅處決後再度使用電椅處決死囚。
菲律宾因曾作为美国殖民地受其影响，使用电椅处决死刑犯直至1990年代。

## 文化
- 電影《綠色奇蹟》（The Green Mile）就是一個以電椅為題材的好萊塢電影。
- 电影《十二怒漢》（12 Angry Men）中被指控少年将会被送上电椅。
- 电影《電流大戰》（The Current War）。
- 電影《不完美的正義》中提及美國阿拉巴馬州於1990年代仍在使用電椅執行死刑。
- 電影《康斯坦汀：驅魔神探》其中電椅被用於穿越冥界的工具。
- 漫畫《JOJO的奇妙冒險 石之海》中有關電椅的橋段。

## 外部連結
- Instruction manual for an electric chair purchased by the state of Tennessee
- History of the electric chair
- Another electric chair history from "Before the Needles". Includes photos of almost all the chairs
- State of Louisiana Ex Rel. Francis v. Resweber, 329 U.S. 459 (1947) （页面存档备份，存于）